# Gràcia metróállomás
Gràcia egyike a Spanyolországban található barcelonai metró metróállomásainak.

## Metróvonalak
Az állomást az alábbi metróvonalak érintik:
- Barcelona-Vallès-vasútvonal

## Kapcsolódó állomások
Az állomáshoz az alábbi állomások vannak a legközelebb:
- Provença (Plaça de Catalunya állomás, Barcelona-Vallès-vasútvonal)
- Sant Gervasi (Sarrià, 6-os metróvonal)
- Plaça Molina (Avinguda Tibidabo, 7-es metróvonal)
- Sant Gervasi (Sarrià, Barcelona-Vallès-vasútvonal)
- Provença (6-os metróvonal)
- Provença (7-es metróvonal)